# Бойківський стрій
Бойки населяють частину гір Карпат у сусідстві з гуцулами. Межі Бойківщини на півночі простягаються у Дрогобиччину, а на півдні у закарпатську рівнину. На заході границя Бойківщини починається річкою Ославою, переходить через міста Лісько, Старий Самбір, Дрогобич, Трускавець, Болехів і Долину. Далі вздовж річки Лімниці переходить через Карпати й тягнеться підніжжям гір на захід до Сваляви, Перечина.

## Жіночий стрій
Жіноча сорочка була довгою та мала однаковий крій з чоловічою. Станок сорочки морщили на нитку і закріплювали зверху кольоровими нитками. Традиційно бойківчанки носили сорочку з комірцем-стійкою, а згодом з виложистим комірцем. Його зав'язували плетеним шнурочком із китицями — ущінкою.
Спідниця: на Бойківщині носили спідниці з вибійки димку, а також рясни — полотняні або бавовняні спідниці в ряси (фалди) або сукні з вовняними фартухами. Фартухи прив'язували поясом або чембором. Про свято спідниця була з тонкого білого полотна — фартух. Димку та фартух шили з п'яти пілок. Чотири пілки складали у ряси (рясували), а п'яту, передню, лишали гладкою. Димку частіше морщили, як складали. У гладкій пілці розрізали розпірку. Всі п'ять частин зшивали. Грубі зморшки, густо стягнені сильними нитками, творили закінчення фартуха вгорі. Зав'язували його шнурком, що звався фрембій. Поділ фартуха на задніх пілках мав таку ж, як і на уставках та манжетах вишивку, а нижче вишивки, на краю спідниці — мережку. Передню пілку не вишивали. Задня частина фартуха була у складках, тому здавалася довшою, як перед. Давніше фартух вишивали волічкою, а згодом нитками.
Стрийські бойківчанки по сорочці носили довгі кептарики, сердаки, кожухи, як і чоловіки.
Зверху по сорочці носили лейбики без рукавів. Лейбики були прямого крою, довжиною до стегон темно-брунатого або білого кольору. Верхнім одягом бойківчанок була також бунда з овечого хутра без рукавів. На будні бунда не була розшита, а святкову бунду називали брамкованою, так як вона була обшита чорним смушком, а спереду була брамкована чорними та білими баранячими лапками. Бунда до стану була розшита рослиним узором з червоної та зеленої сап'янової шкіри.
На ногах бойківчанки носили постоли та чоботи.
Одружені жінки носили на голові чепці, зверху яких пов'язували завійки, кінці яких спадали спереду. Волосся жінки після весілля підстригали. Дівчата пов'язували голови кольоровими хустками, один кінець яких спадав на плече. У святкові дні та неділю дівчата прикрашали голови павичевим пір'ям та квітами — чубками. В вухах жінки та дівчата носили ковтки, а шию прикрашали скляним намистом, мосяжними хрестиками та медаликами.
«Верховина єдина у всьому слов'янському світі зберегла оригінальний одяг дівчат. Як любо поглянути на скромну дівчину в барвінковому віночку, стільки разів оспіваному у слов'янських піснях. Тут ходять у віночку щоденно, тим часом як в інших місцях надівають вінки тільки на весілля.» (Яків Головацький, 1834 р.)

## Чоловічий стрій
Сорочка бойків така ж як у всіх українців: з розрізом спереду та невеликим комірцем-стійкою, тільки набагато довша. Сорочки носили вишиті білі, поверх широких або вузьких штанів з шкіряним широким ременем. Сорочка будена була вишита білою ниткою (мережкою), а святкова — червоною, вузькими смугами в 2-3 см. Вишивкою обводили уставки, комірець, рукава, та поділ, який ще й крім того прикрашався мережкою. З ’єднання рукавів, тобто місце уставки, в молодих хлопців було прикрашене вузьким червоним узором, а в господарів чорною стебнівкою. Спереду сорочку зав'язували гарасівкою (потиличкою): хлопці — червоною, господарі — чорною або защіпали на шпонку з кольоровим скельцем.
Зверху по сорочці одівали кептар, інколи з великим виложистим коміром, літом та ближче до рівниної місцевості носили також лейбики з сукна. Кептарі бойків були обшиті по краях білими та чорними кусочками козячої шкіри та довгими червоними полосками сапянової шкіри. По сорочці одягали також лейбик без рукавів і на лейбик короткий суконний куртак.
Зимою носили довгі до коліна сердаки бурого (чорного) кольору, які носили на плечах не одягаючи. Такі сердаки були без клапанів або мали спереді клапани, а з боків по два вставних клини. Сердаки були обшиті червоно-чорними крученими шнурами. На голові бойки носили чорні кучми — високі баранячі шапки, завужені до верху або низькі шлики — шапки з овчиною опушкою та суконним верхом. Поясним одягом чоловіків були широкі штани синього кольору заправлені в чоботи. Літом носили широкі полотняні (гаті), а зимою вовняні голошні (штани) або широкі штани — вбрання. Кожухи носили білого кольору, а серм'яги кавового. Літом на голові носили чорні вовняні з широкими крисами, так звані «венгерські капелюхи». Волосся бойки носили дуже довге, яке підстригали спереду. На ногах носили шкіряні ходаки або чоботи.

Кожухи носили довгі та короткі білого кольору. Короткі — кожуша, були з рукавами і сягали до колін, були вони прямого крою, без клинів, спереді вони застібалися на кульки. Такі кожухи були знизу, на рукавах, на комірі викладені наверх чорним баранячим хутром. Довгий кожух був довжиною до колін, був до стану. Верх його кроїли вперекидку, робили виріз на шию, передню частину розрізали на дві поли та прикрашали квітчастим орнаментом: ззаду в стані та спереду поміж кульками. Комір та манжети були викладені вовною наверх. Жіночий і чоловічий кожухи шили однаково.
Бойки носили тайстри або табівки без всяких прикрас.

## Вбрання закарпатських бойків
Верховинці, які населяли верхів'я р. Латориці, Нодь-Ага, Ізи, особливо біля галицького кордону носили стрій подібний з галицькими верховинцями. Покрій сорочки був однаковим, її защіпали шпонкою або гарусною стрічкою, зверху одівали хутряний кожушок . Влітку чоловіки носили — гачі, а взимку білі холошні, вужчі ніж носили гуцули та з кантами по боках. По штанах носили широкі череси з пряжками, за які запихали, ніж, виделки і т. і. Через плече перевішували шкіряну торбу чи ташку оздоблену мідними ґудзиками. На ногах носили шкіряні бочкори, які зав'язували волоками. Верхнім одягом був білий або чорний сердак (гуня), гірського крою. Зверху носили чугу або чуганю без рукавів. Таку чугу ткали таким способом, щоб внутрішня сторона була гладкою, а зовнішня була з витягнутих махрових ниток, які були подібні на руно вівці. Чуга була без коміра, вона була лише обшита червоним сукном і защіпалася на велику шерстяну петлю та на великий вузол — гамбу, яка була замість ґудзика. Чуга була довжиною до колін, чорної чи сивої барви, рідше біла. Подібним способом ткали горці і синьо біло-червоні коци, які іноді зимою одягали замість гуглі на плечі, перев'язавши шнурком на грудях. Інколи взимку носили кожух без рукавів — губу, яку шили без рукавів, та замість пелерини пришивали руно вівці з ратичками, хутром догори.
Жіночий стрій був подібний на стрій галицьких верховинок, але на нижньому підгір'ю жінки носили корсети та кольорові спідниці, хустки, як міщанки.

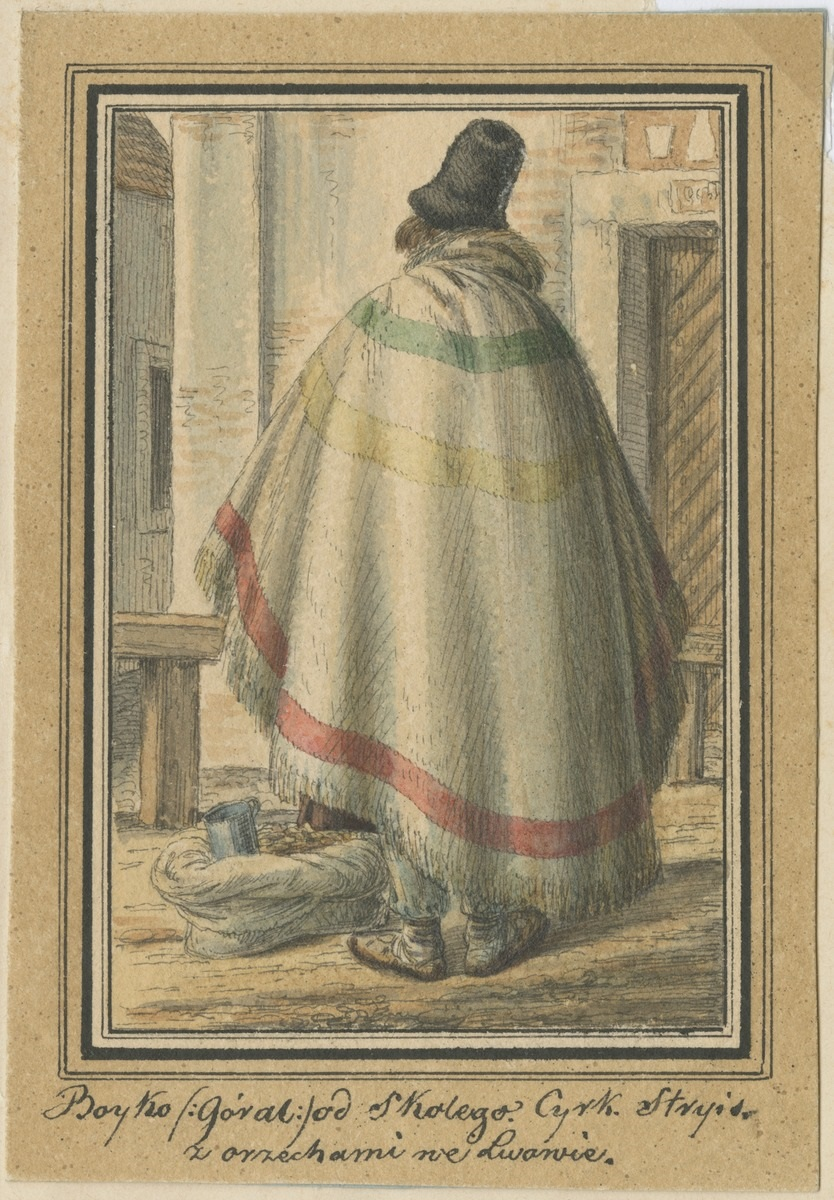
Бойко зі Сколе 1836
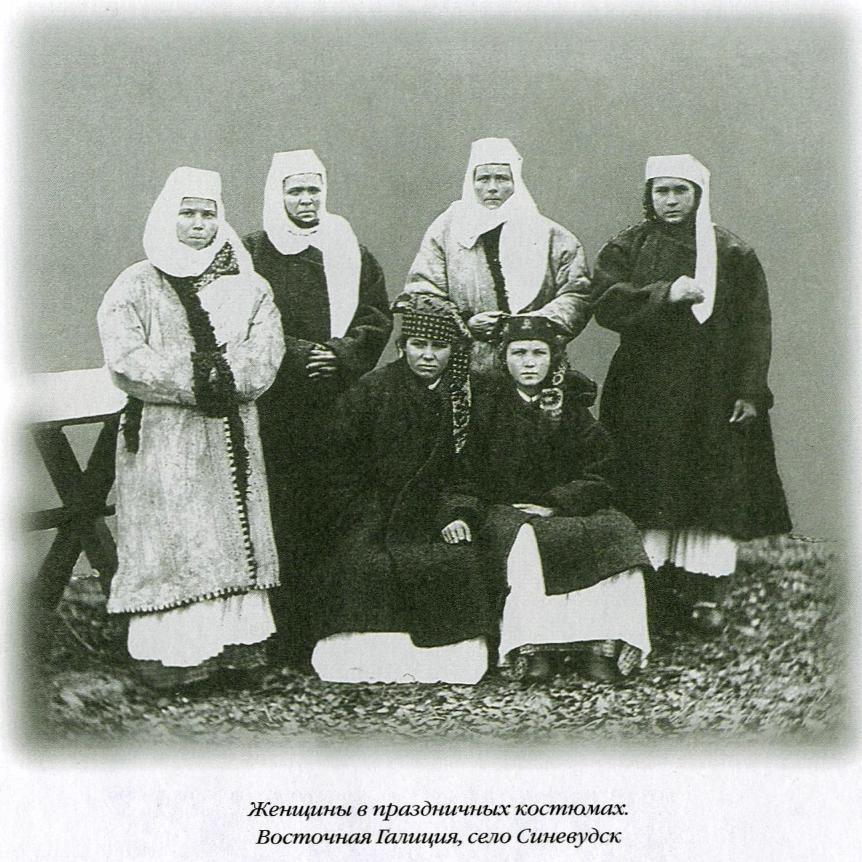
Верхнє Синьовидне 1867
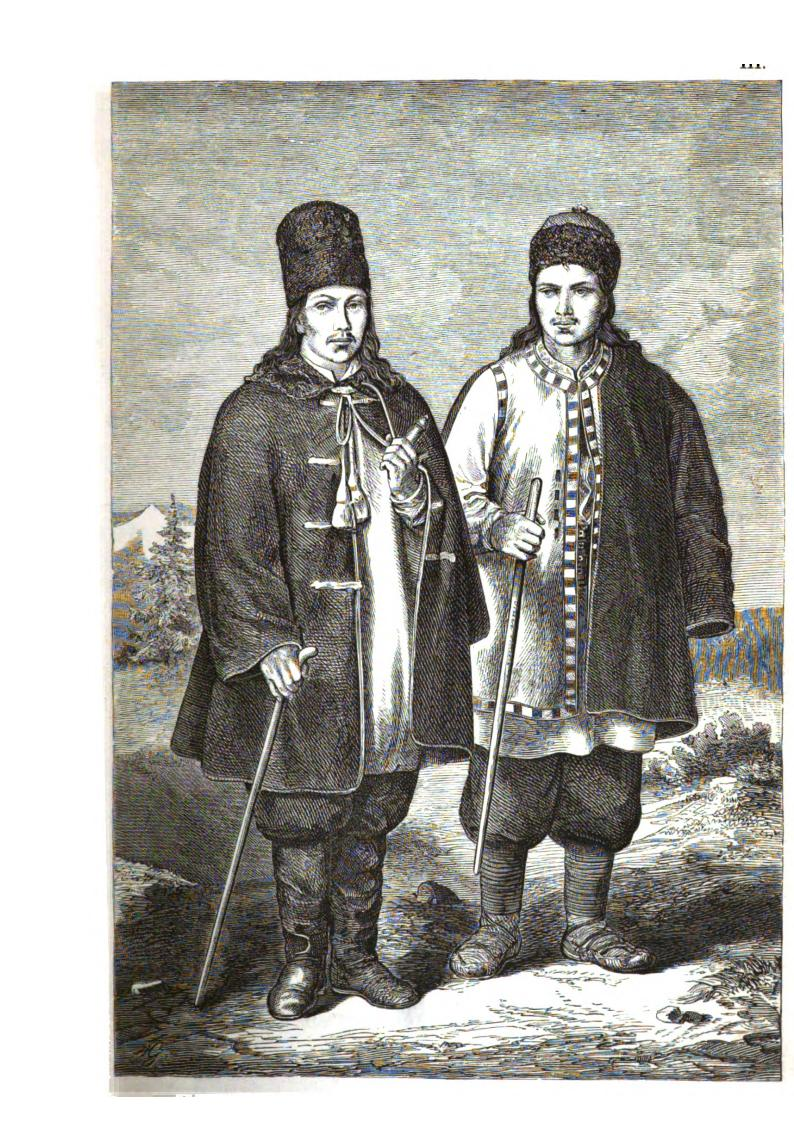
Бойко зі Станіславського округу (справа)
Христина Стебельська у вбранні бойків Калуського району, ХХ ст.